# Dirphia trisignata
Dirphia trisignata är en fjärilsart som beskrevs av Felder 1874. Dirphia trisignata ingår i släktet Dirphia och familjen påfågelsspinnare. Inga underarter finns listade i Catalogue of Life.